# Tom Amandes
Tom Amandes (ur. 9 marca 1959 w Chicago w stanie Illinois) – amerykański aktor filmowy i telewizyjny, często gościnnie występujący w popularnych programach, takich jak Ostry dyżur.
Występował jako dr Harold Abbott w serialu tv Everwood. Jego żoną jest aktorka Nancy Everhard.

## Filmografia

### Filmy
- 2010: Lucky jako Jonathan
- 2009: This Might Hurt jako doktor Mitch Malinow
- 2006: Bonneville jako Bill
- 2005: Niecne uczynki jako dyrektor szkoły Fuchs
- 2001: Upiory nie zawsze dobre jako James Walker
- 1999: W matni jako Doug Davis
- 1999: If You Believe jako Thom Weller
- 1999: Zły sen jako Marcus Garr
- 1998: Mary-Kate i Ashley: Randka z billboardu jako Maxwell Tyler
- 1998: Second Chances jako Ben Taylor
- 1996: Długi pocałunek na dobranoc jako Hal
- 1995: Gdyby ktoś się dowiedział... jako Paul Chambers
- 1994: Pracująca mama jako Eric Donovan

### Seriale
- 2010: Parenthood jako dr Pelikan
- 2009: Eastwick jako pastor Dunn
- 2008-2009: Eli Stone jako Martin Posner
- 2007: Prywatna praktyka jako Charlie
- 2005: Wzór jako Lawrence Dryden
- 2005: Chirurdzy jako Charlie Waller
- 2002-2006: Everwood jako Harold Abbott
- 2001-2004: Obrońca jako dr Thomas Reed
- 2000: Pohamuj entuzjazm jako Bert
- 1999-2002: Sprawy rodzinne 2 jako Lawrence Cameron
- 1998: Z Ziemi na Księżyc jako astronauta Harrison 'Jack' Schmitt
- 1997-2004: Kancelaria adwokacka jako Robert Wakefield
- 1997-2004: Ja się zastrzelę jako Matt Bentley
- 1996-2002: Spin City jako Wheeler
- 1995-2005: JAG – Wojskowe Biuro Śledcze jako komandor John Flagler
- 1994-2009: Ostry dyżur jako David Gardner
- 1993-1994: Nietykalni jako Eliot Ness
- 1993-1994: Nowojorscy gliniarze jako David Jessup
- 1991-1996: Sisters jako Martin
- 1988-1997: Roseanne jako doktor